# Le Jardin de Mercure
Le Jardin de Mercure est un roman de Jean Anglade publié en 1992.

## Résumé
Irène est née en 1885 à l'observatoire du puy de Dôme à une altitude de 1465 m. Le mercure ou hydrargyre est un métal liquide obtenu de la cuisson du cinabre, minerai rouge. En 1873 des fouilles montrent que les Gaulois y vénéraient Mercure, dieu des commerçants et des voleurs. Le chemin d'accès est impraticable 6 mois par an. À 10 ans elle est pensionnaire à Orcines (3h de marche). Elle a son brevet en 1901 et devient météorologiste auxiliaire à l'observatoire. En 1906 une ligne Clermont-observatoire et un hôtel sont créés. Elle épouse Michel, cheminot, en 1908 et a Gaspard en 1909. En 1912 ses parents partent, Michel remplace son père à l'entretien de l'observatoire. Elle a Raymonde en 1913. Michel est mobilisé en 1914. Elle a Marie en 1921. Ils partent en 1925.